# 서 미겔 앙헬 중학교
서 미겔 앙헬 중학교(Instituto Miguel Ángel de Occidente A.C., IMAO)는 멕시코 과달라하라 대도시권에, 할리스코 사포판에 위치한 사립학교다.
이 학교는 2001년에 Congregación de las Hermanas de la Caridad del Verbo Encarnado가 설립했다.
이 학교는 멕시코 시티의 미겔 앙헬 중학교와 제휴하고 있다.